# Robert Bach (político)
Robert Bach (7 de dezembro de 1901 – 10 de junho de 1976) foi um político alemão do Partido Social Democrata (SPD) e ex-membro do Bundestag alemão.

## Vida
Bach foi membro do SPD a partir de 1920. Bach foi também membro do Bundestag alemão a partir de 27 de outubro de 1959, quando sucedeu a Rudolf Recktenwald como membro do parlamento, até 1961. Ele ingressou no parlamento pela lista de estado do SPD em Saarland.

## Literatura
Herbst, Ludolf; Jahn, Bruno (2002).  Vierhaus, ed. Biographisches Handbuch der Mitglieder des Deutschen Bundestages. 1949–2002 (em alemão). München: De Gruyter - De Gruyter Saur. 1715 páginas. ISBN 978-3-11-184511-1